# Mladoturci
Mladoturci (turski: Jön Türkler), članovi turske nacionalističke i reformističke organizacije, osnovane potkraj 19. stoljeća. Službeno su bili ujedinjeni u Odbor jedinstva i napretka (tur.  İttihat ve Terakki Cemiyeti), čiji su prvaci vodili ustanak protiv apsolutističkog sultana Abdul Hamida II. Bili su vladajuća stranka u Osmanskom Carstvu od 1908. sve do kraja Prvog svjetskog rata u studenom 1918.
Mladoturci su bili privrženi sekularističkoj ideologiji kakva je tada bila moderna u Francuskoj, te su se zalagali za što temeljitije prekidanje veza turskog naroda i države s islamskom kulturom - zapravo za jedan "obračun" s vlastitim nacionalnim identitetom i poviješću: zalagali su se za moderne političke institucije, za zapadnjačko školstvo i zapadnjački ustroj gospodarstva, čak za zapadnjačke običaje u odijevanju i stanovanju. Nadali su se da će zahvaljujući takvom prihvaćanju svih zapadnih moda Turska brzo postati suvremenom, bogatom i moćnom zemljom.
Mladoturci su na vlast u Otomanskom imperiju došli Mladoturskom revolucijom iz 1908. godine. Nakon burnog razdoblja u kojem se Turska našla na gubitničkoj strani u I. svjetskom ratu, te doživjela okupaciju samog Istanbula, vlast u Turskoj je preuzela grupa mladoturaka okupljena oko Kemal Paša Atatürka, koja je 1922. godine uspjela definitivno ukinuti monarhiju. Makar je Kemal Paša zadržao cjelokupnu mladotursku ideologiju i njihovo nestrpljivo napuštanje nacionalne tradicije (čak je 1928. godine zabranio korištenje arapskog pisma i naredio korištenje latinice) nastojao je prikazati da njegova vladavina ne proizlazi izravno iz mladoturske, tijekom koje je Turska doživjela teški krah, komadanje državnog teritorija i okupaciju glavnog grada.
Mladoturska vlast je tijekom prvog svjetskog rata provela Armenski genocid i Asirski genocid, genocid (masakre i raseljavanje) nad Grcima naseljenima na obalama Male Azije uz Crno More ("Pontski Grci"); raselio je s područja koja bi mogla biti područje ratovanja s Rusijom također i 700.000 Kurda, od kojih je oko pola pomrlo od gladi i bolesti.